# Justus Wehmer
Justus Wehmer (* um 1690; † 1750) war ein deutscher Baumeister des Barock. Er war Landbaumeister des Bistums Hildesheim. Er war unter anderem verantwortlich für die barocke Umgestaltung des Doms in Hildesheim. Außerdem baute er Domherrenhäuser in der Stadt und Schlösser in Westfalen.

## Leben
Über sein Leben ist, über seine Werke hinaus, kaum etwas bekannt. Er stammte ursprünglich angeblich aus Darmstadt oder Mannheim. Vorbilder für seine Bauten waren Architekten wie Hermann Korb, Louis Remy de la Fosse, Sudfeld Vick und der Architekturtheoretiker Leonhard Christoph Sturm.
Im Bistum Hildesheim ist er erstmals 1708 nachweisbar. Im Jahr 1712 hat er die Westfront der Kirche Heiliges Kreuz in Hildesheim umgestaltet. Sein erster Bau in Westfalen war Schloss Körtlinghausen ab 1713. Fast gleichzeitig baute er Schloss Vinsebeck für die Familie von der Lippe. Beide Bauten waren von französischen Vorbildern inspiriert und weisen eine H-Form auf. In Vinsebeck sind noch Teile der Innendekoration aus Stuck erhalten.
Im Jahr 1717 oder 1718 wurde er aus Westfalen nach Hildesheim zurückgerufen, um Schäden an der Domkirche zu begutachten. Sein Gutachten sah eine Erneuerung der Vierungsdecke vor. Darüber hinaus gestaltete er den Dom im Inneren (Chor und Querhaus) bis 1722 zusammen mit anderen Künstlern um. Davon blieb nach den Zerstörungen im Zweiten Weltkrieg kaum etwas übrig.
Kurfürst Clemens August von Bayern als Bischof von Hildesheim entsandte Johann Conrad Schlaun zum Umbau des bischöflichen Kanzleigebäudes nach Hildesheim. Die Bauleitung war Aufgabe von Wehmer. Auch am Sitz des Weihbischofs nahm er bauliche Veränderungen vor. Für den Domkantor Johann Bernhard Joseph von Weichs – für dessen Familie er bereits Schloss Körtlinghausen geschaffen hatte – baute er 1729 eine Kurie in Hildesheim, die später das bischöfliche Konvikt beherbergte. Vermutlich hat er 1730 auch die neue Kurie des Dompropstes errichtet. Auch am Palais Brabeck – später bischöflicher Hof und von 1818 bis 1945 Sitz der Landschaft des ehemaligen Fürstentums Hildesheim – führte er Erweiterungsarbeiten durch. Hinzu kamen weitere kleinere Aufträge.
In etwas abgeänderter Form seiner früheren Schlösser baute er ab 1720 Schloss Herringhausen für Leopold Anton Wilhelm von Schorlemer und Schloss Vörden in Vörden für die Familie von Haxthausen. Ab 1734 baute er das Schloss Welda für Hermann Adolph von Haxthausen, welches mit der Baugeschichte von Schloss Vinsebeck eng verbunden ist. Auch das Wagenhaus und das Portal von Corvey stammten von Wehmer.

## Bilder

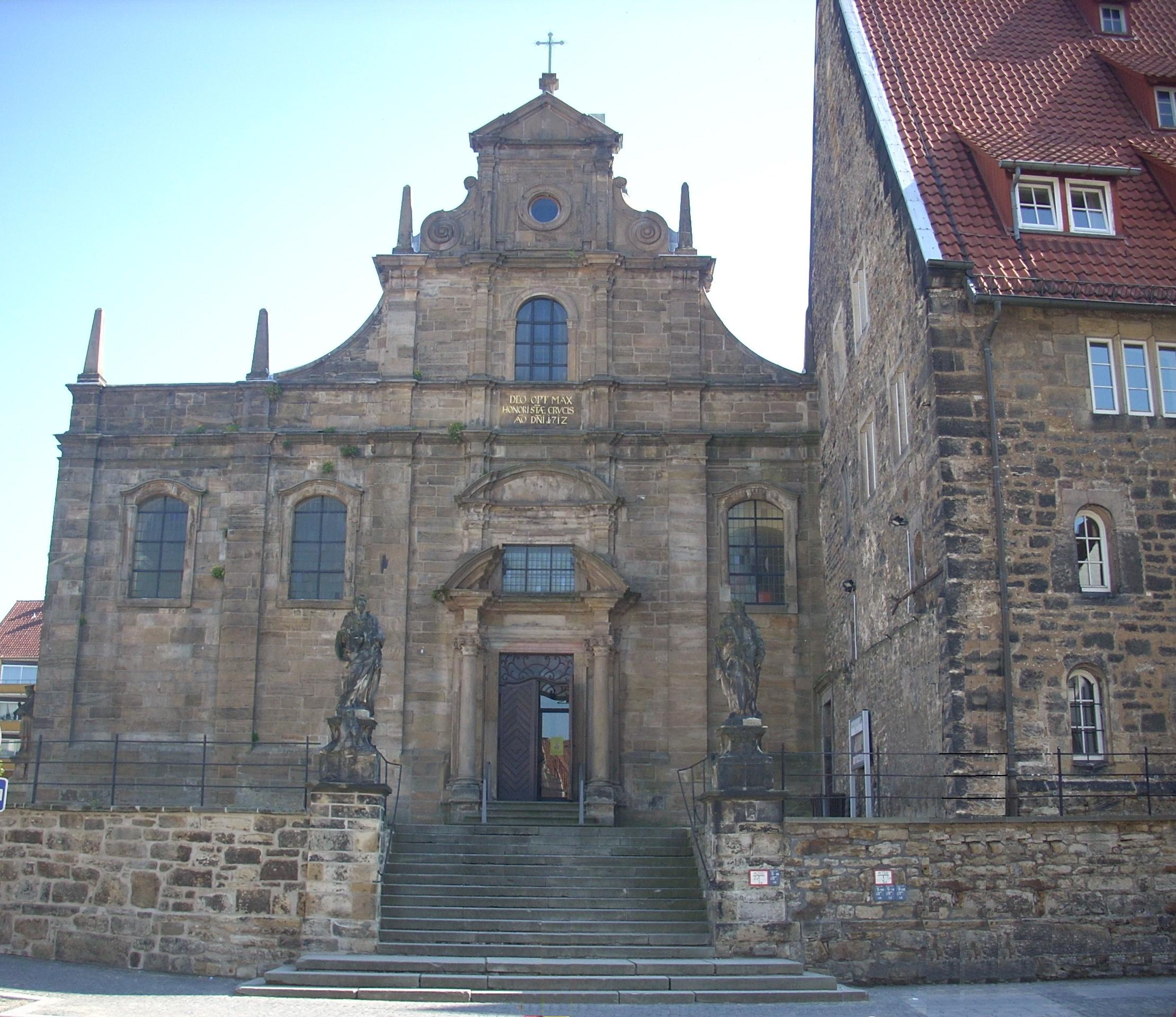
Westfront der Heilig-Kreuz-Kirche in Hildesheim
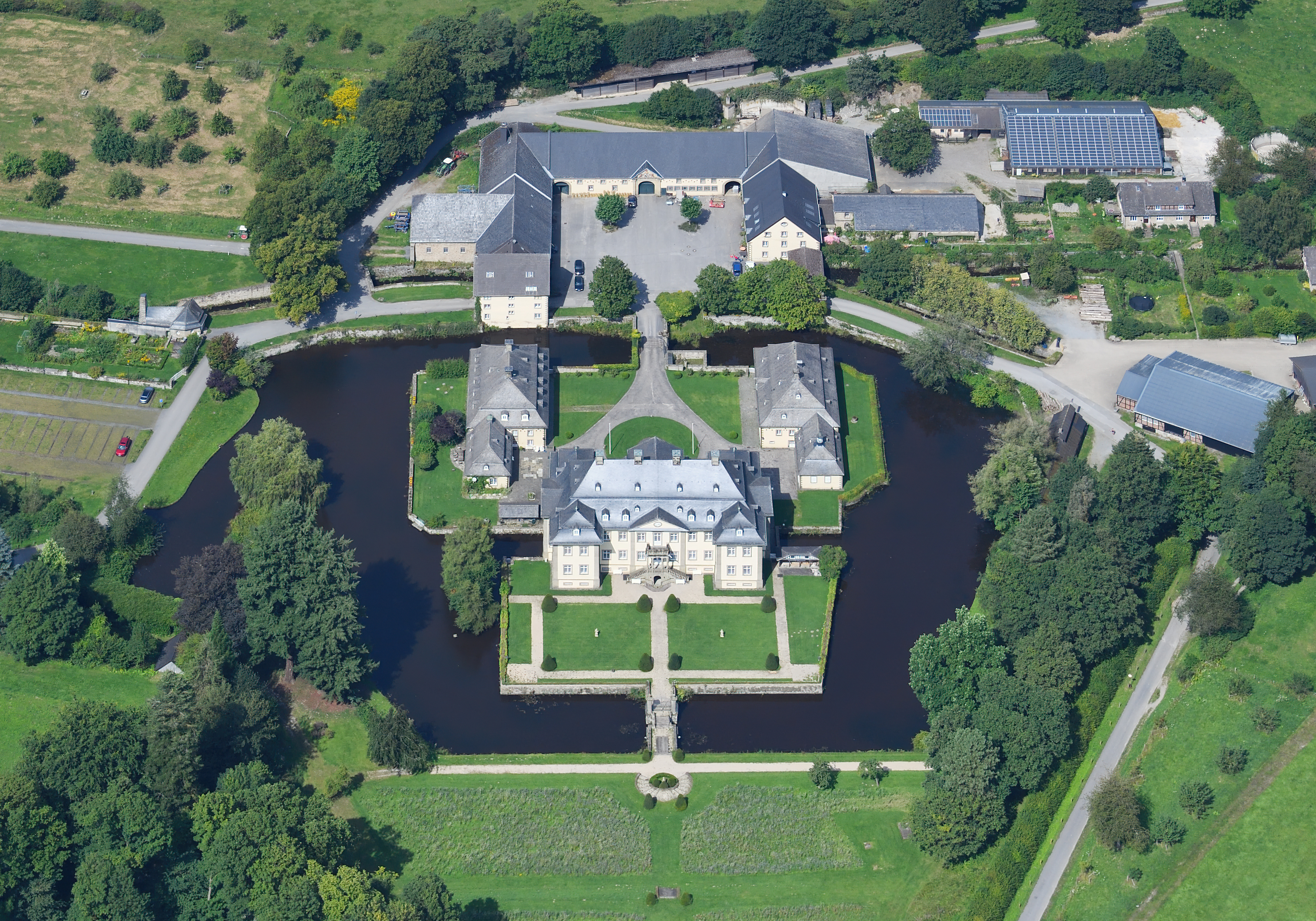
Schloss Körtlinghausen, Sauerland
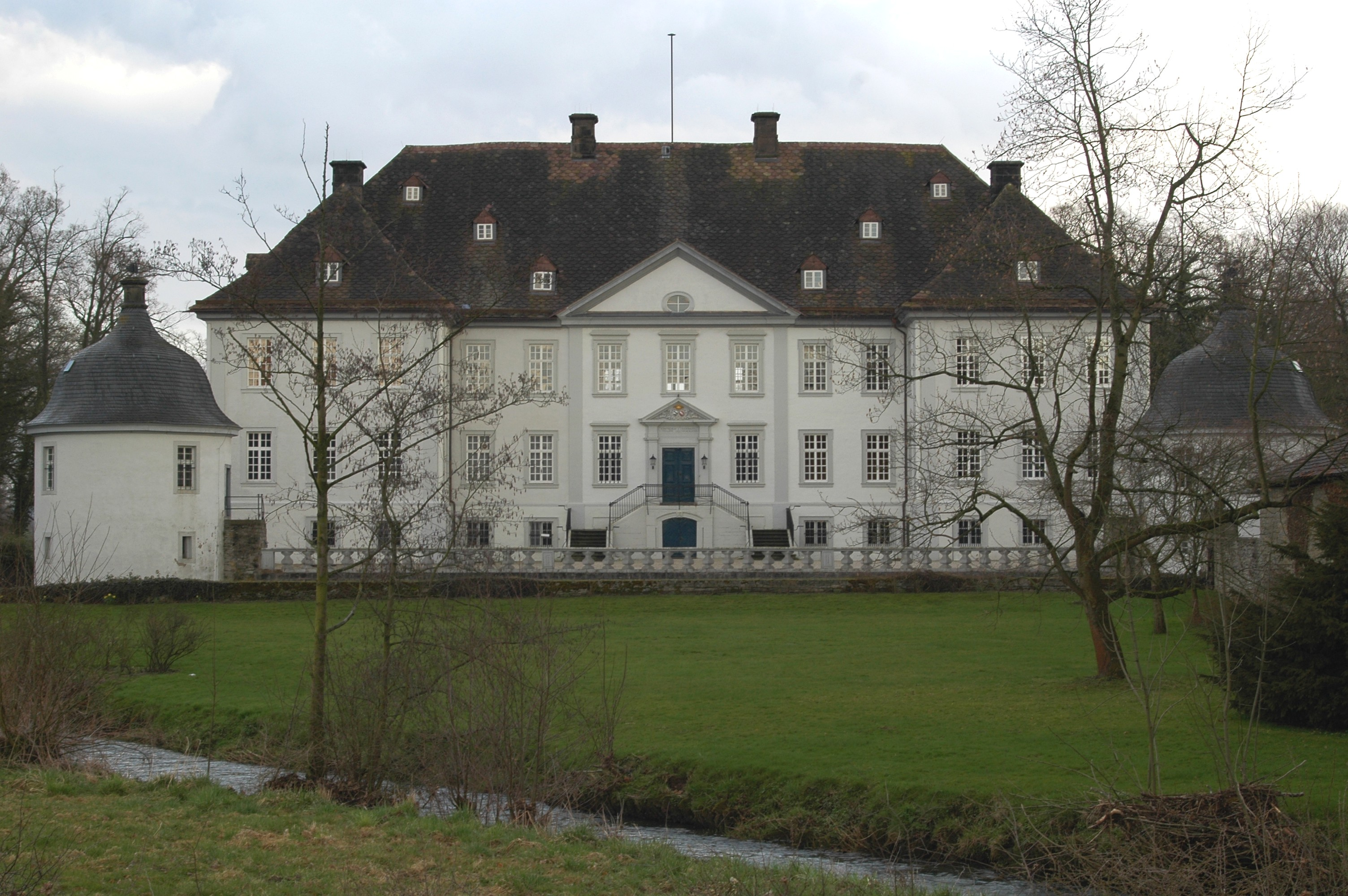
Schloss Vinsebeck, Kreis Höxter
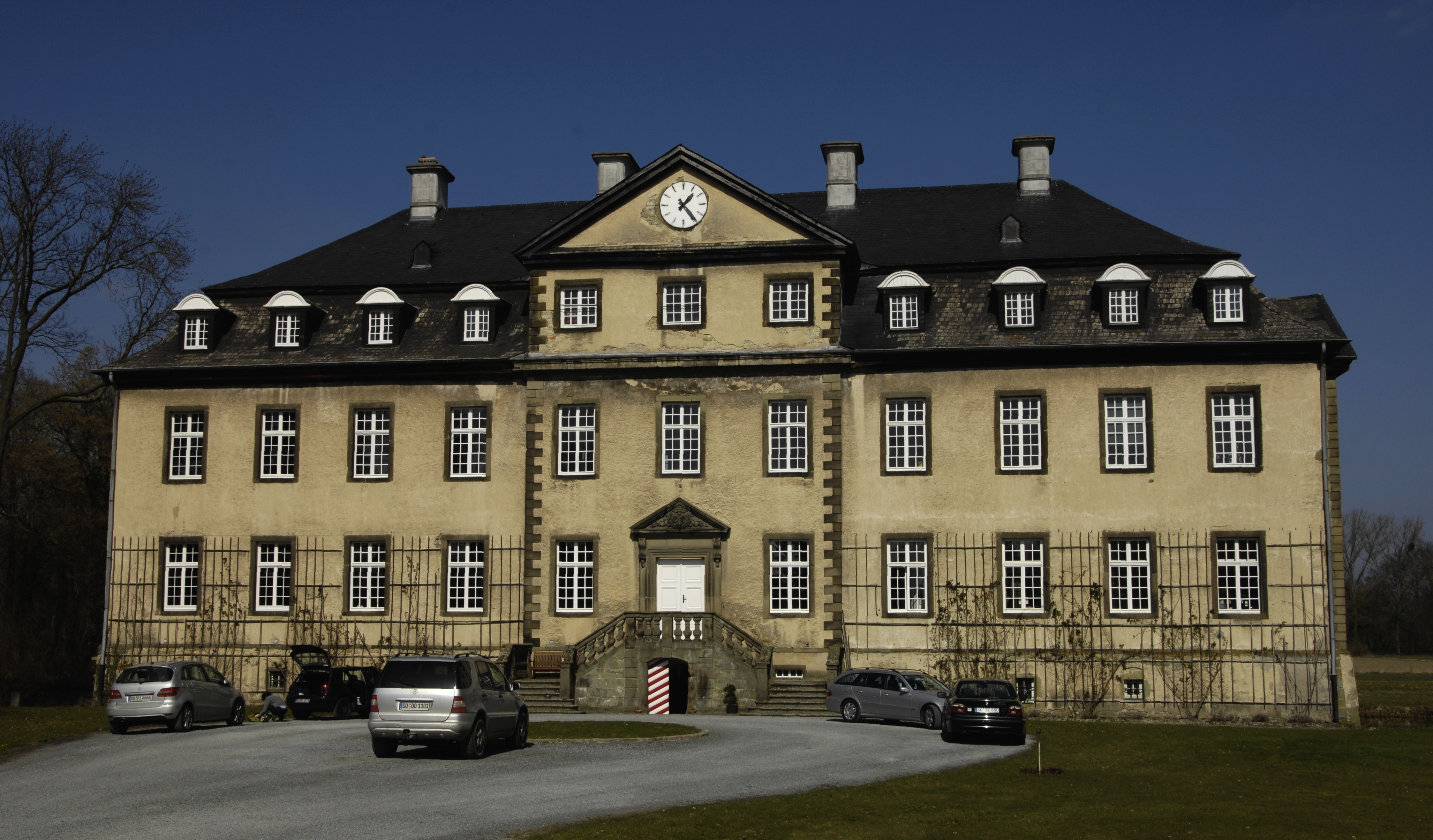
Schloss Herringhausen, Kreis Soest
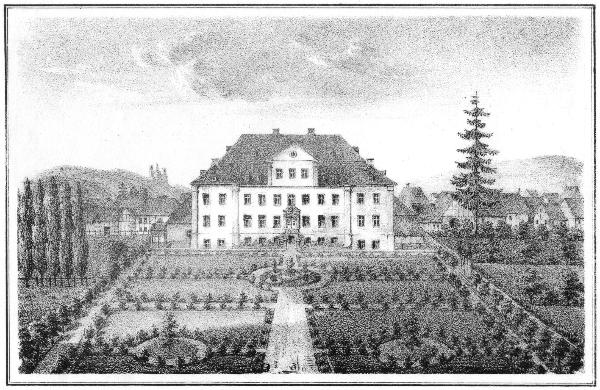
Schloss Welda